# 伊奈牛站
伊奈牛站（日语：／ Inaushi eki */?）位於北海道紋別郡遠輕町，是北海道旅客鐵道（JR北海道）石北本線上的站。設立當時為臨時站，國鐵分割民營化後才升級為一般站，後因使用率低迷而被廢站。尚未廢站時一天僅兩個去回班次。

## 車站構造
位置在國道旁，當時設有木製月台與候車室。

## 車站周邊
- 國道333號
- 北海道道1070號上武利伊奈牛線
- 遠輕町營巴士「伊奈牛」停留站

## 历史
- 1956年（昭和31年）11月1日 - 設立伊奈牛臨時站。
- 1987年（昭和62年）4月1日 - 國鐵分割民營化後成為北海道旅客鐵道（JR北海道）轄下的車站。同時升級為一般站。
- 1990年（平成2年）
  - 3月10日 - 設定營業里程。
  - 9月1日 - 廢站。

## 相鄰車站
北海道旅客鐵道
石北本線
丸瀨布－伊奈牛－瀨戶瀨

## 相關項目
- 石北本線
- 日本鐵路車站列表